# Orren, Östergötland
För andra betydelser, se Orren.
Orren är en större fjärd i Gryts skärgård. Fjärden är mer än 60 meter djup. Den breder ut sig från Strand via Axelsö vidare ut till Getterö (Södra Finnö), Bondekrok och Ämtö. Vid Orrens södra strand återfinns Fredriksnäs säteri.